# 出戸駅

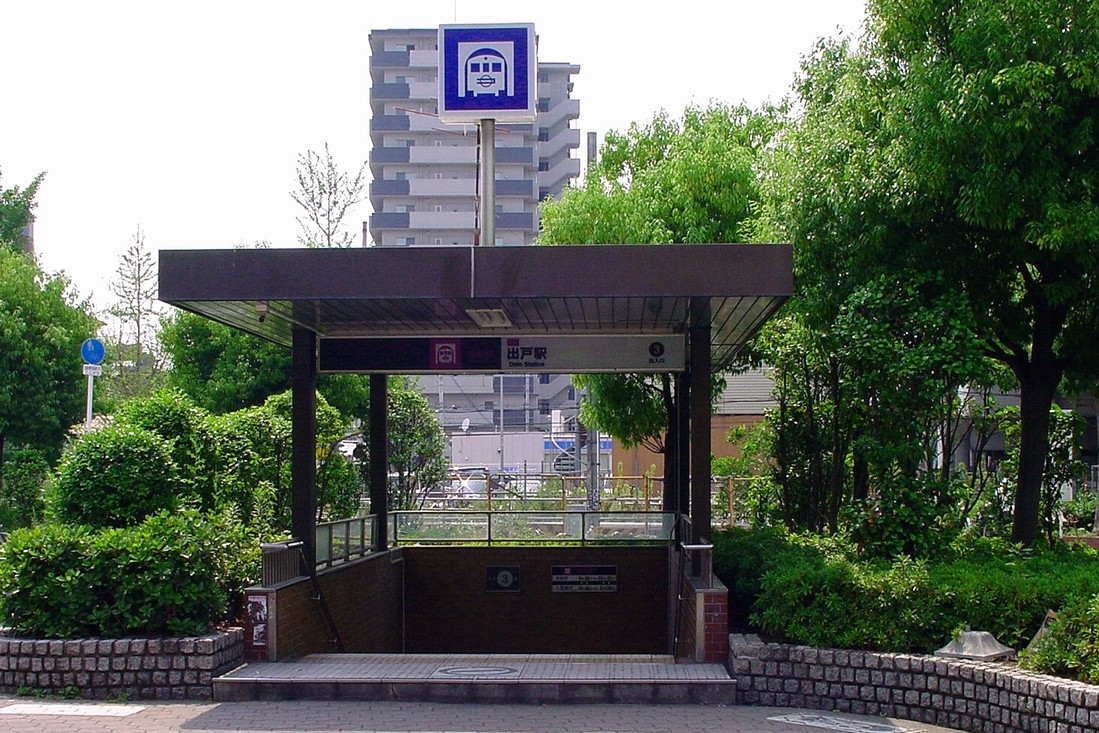
3号出入口（2009年6月）

出戸駅（でとえき）は、大阪府大阪市平野区長吉長原西一丁目にある、大阪市高速電気軌道 (Osaka Metro) 谷町線の駅。駅番号はT34。

## 歴史
- 1980年（昭和55年）11月27日：谷町線天王寺 - 八尾南間延伸時に開業[1]。
  - 谷町線延伸工事期間中の仮称駅名は「長吉駅」（ながよしえき）とされていたが、隣の長原駅と紛らわしいうえ、「長吉出戸」の地名が駅の北に存在するため、出戸駅となった。
- 2018年（平成30年）4月1日：大阪市交通局の民営化により、大阪市高速電気軌道（Osaka Metro）の駅となる。

## 駅構造
島式ホーム1面2線を有する地下駅。改札口は1ヵ所のみ。2号出入口は出戸バスターミナルに繋がっている。5号出入口はイオン長吉店ビルに繋がっていたが当出入口についてはイオン長吉店の閉業に伴う解体工事のため同年9月1日から閉鎖されており使用不可となっている。トイレは改札内のみに設置されている。
当駅は、平野管区駅に所属しており、喜連瓜破駅の管轄となっている。

### のりば
| 番線 | 路線   | 行先                     |
| ---- | ------ | ------------------------ |
| 1    | 谷町線 | 八尾南方面               |
| 2    | 谷町線 | 天王寺・東梅田・大日方面 |

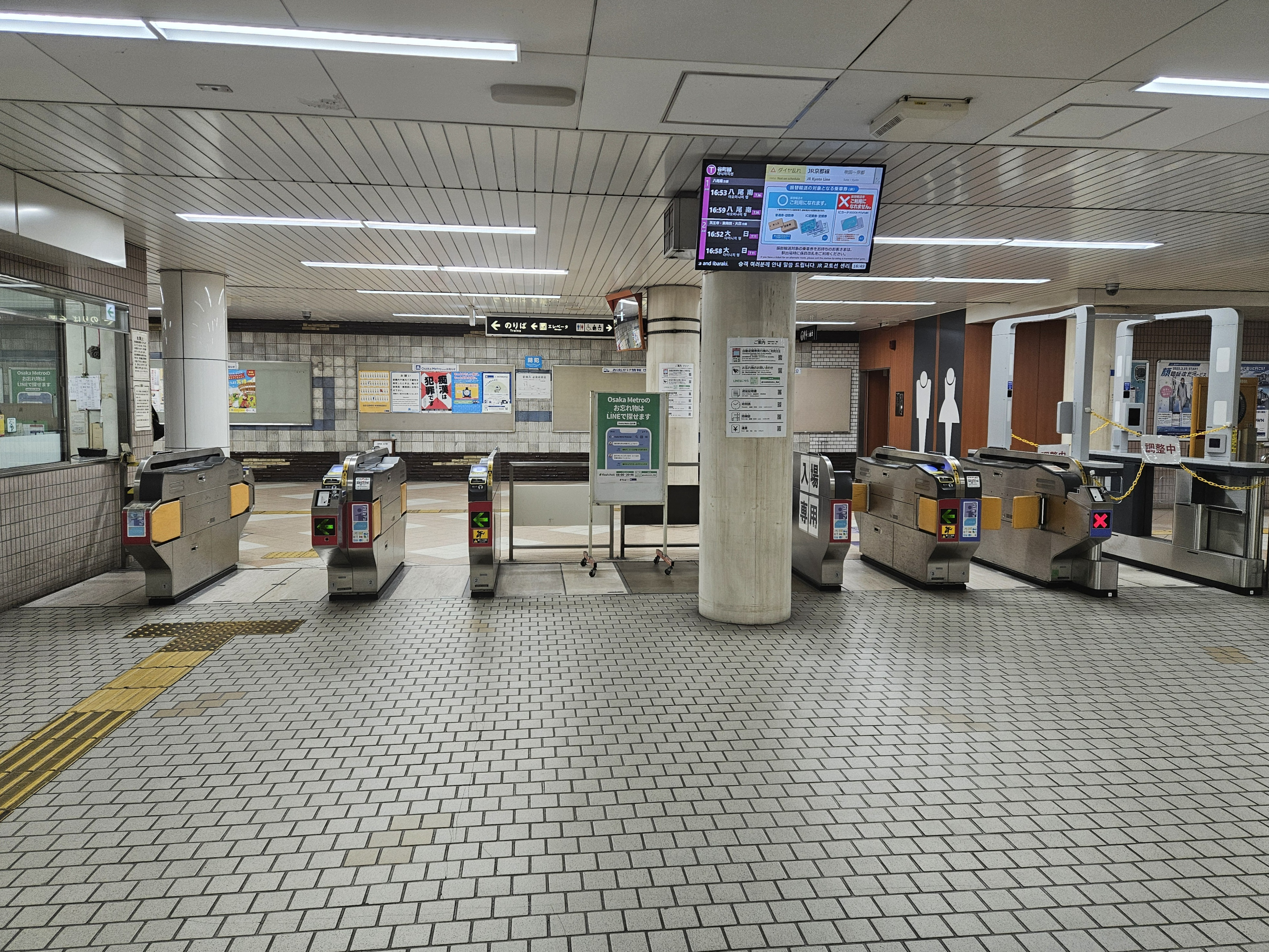
改札（2025年3月）
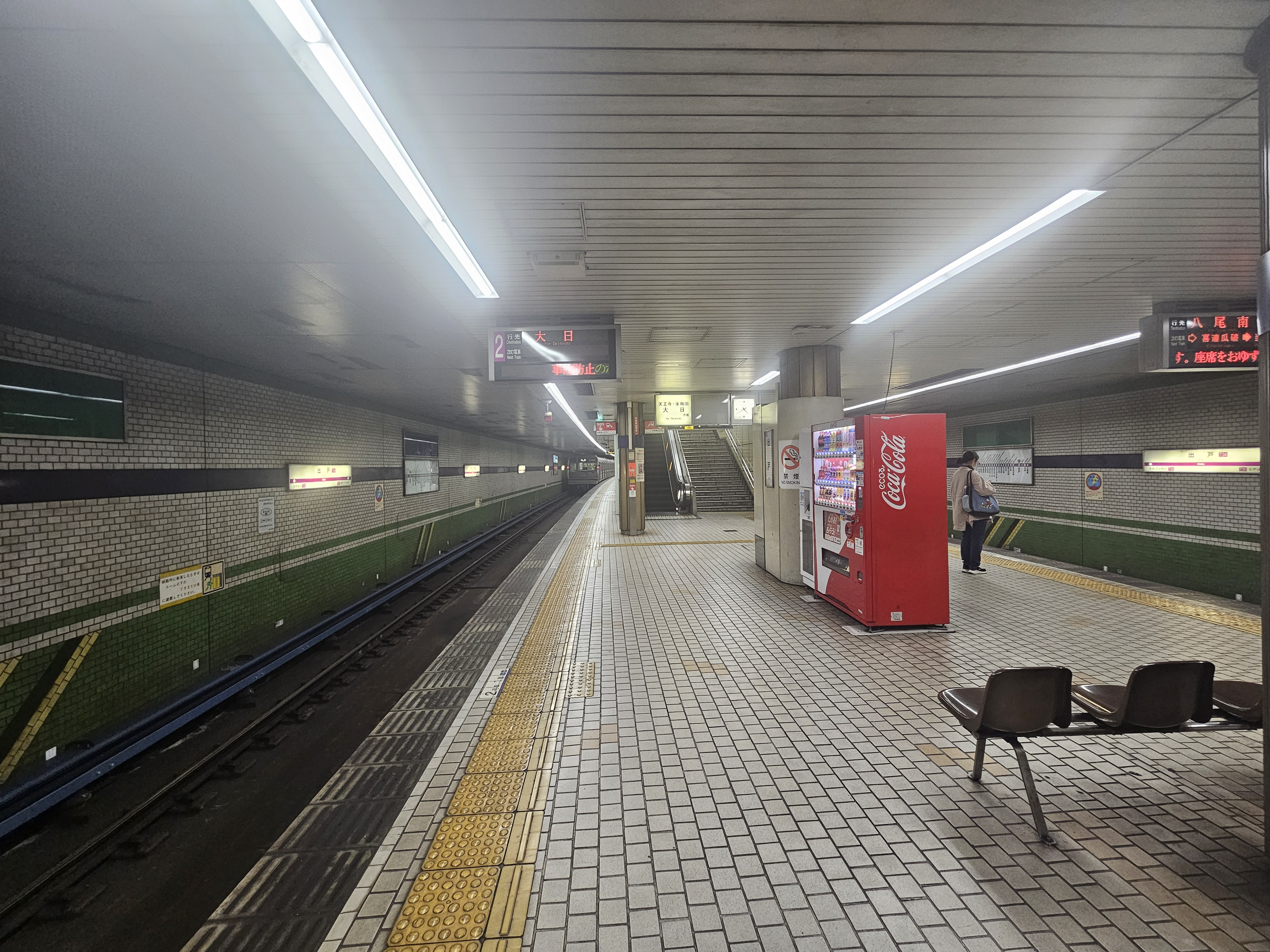
プラットホーム（2025年3月）

### 出口
| 出口番号 | 出口周辺                               | 備考                    |
| -------- | -------------------------------------- | ----------------------- |
| 1        | 瓜破霊園                               |                         |
| 2        | 出戸バスターミナル・シティバスのりば   | エレベーターあり        |
| 3        | 瓜破霊園送迎車のりば                   |                         |
| 4        | 平野区民センター・平野住宅管理センター |                         |
| 5        | 出戸再開発ビル連絡通路                 | エレベーターあり 閉鎖中 |

## 利用状況
2024年11月12日の1日乗降人員は12,947人（乗車人員：6,568人、降車人員：6,379人）であり、谷町線の駅では26駅中20位（他線と合算しない単独駅では第14位）。イオン長吉店の閉店による影響で、近年乗降人員は減少傾向にある。
各年度の特定日における利用状況は下表の通りである。なお1995年度の記録については1996年に行われた調査であるが、会計年度上表中に記載の年度となる。
| 年度               | 調査日   | 乗車人員 | 降車人員 | 乗降人員 | 出典          | 出典          |
| 年度               | 調査日   | 乗車人員 | 降車人員 | 乗降人員 | メトロ        | 大阪府        |
| ------------------ | -------- | -------- | -------- | -------- | ------------- | ------------- |
| 1981年（昭和56年） | 11月10日 | 5,832    | 5,557    | 11,389   |               | [ 大阪府 1 ]  |
| 1985年（昭和60年） | 11月12日 | 6,290    | 6,180    | 12,470   |               | [ 大阪府 2 ]  |
| 1987年（昭和62年） | 11月10日 | 7,805    | 7,770    | 15,575   |               | [ 大阪府 3 ]  |
| 1990年（平成02年） | 11月06日 | 8,408    | 8,186    | 16,594   |               | [ 大阪府 4 ]  |
| 1995年（平成07年） | 02月15日 | 8,186    | 7,743    | 15,929   |               | [ 大阪府 5 ]  |
| 1998年（平成10年） | 11月10日 | 7,679    | 7,129    | 14,808   |               | [ 大阪府 6 ]  |
| 2007年（平成19年） | 11月13日 | 7,625    | 7,501    | 15,126   |               | [ 大阪府 7 ]  |
| 2008年（平成20年） | 11月11日 | 7,659    | 7,598    | 15,257   |               | [ 大阪府 8 ]  |
| 2009年（平成21年） | 11月10日 | 7,520    | 7,487    | 15,007   |               | [ 大阪府 9 ]  |
| 2010年（平成22年） | 11月09日 | 7,213    | 7,154    | 14,367   |               | [ 大阪府 10 ] |
| 2011年（平成23年） | 11月08日 | 7,514    | 7,480    | 14,994   |               | [ 大阪府 11 ] |
| 2012年（平成24年） | 11月13日 | 7,543    | 7,546    | 15,089   |               | [ 大阪府 12 ] |
| 2013年（平成25年） | 11月19日 | 7,518    | 7,539    | 15,057   | [ メトロ 1 ]  | [ 大阪府 13 ] |
| 2014年（平成26年） | 11月11日 | 7,644    | 7,636    | 15,280   | [ メトロ 2 ]  | [ 大阪府 14 ] |
| 2015年（平成27年） | 11月17日 | 7,740    | 7,709    | 15,449   | [ メトロ 3 ]  | [ 大阪府 15 ] |
| 2016年（平成28年） | 11月08日 | 7,483    | 7,494    | 14,977   | [ メトロ 4 ]  | [ 大阪府 16 ] |
| 2017年（平成29年） | 11月14日 | 7,613    | 7,580    | 15,193   | [ メトロ 5 ]  | [ 大阪府 17 ] |
| 2018年（平成30年） | 11月13日 | 7,715    | 7,734    | 15,449   | [ メトロ 6 ]  | [ 大阪府 18 ] |
| 2019年（令和元年） | 11月12日 | 7,911    | 7,860    | 15,771   | [ メトロ 7 ]  | [ 大阪府 19 ] |
| 2020年（令和02年） | 11月10日 | 6,874    | 6,861    | 13,735   | [ メトロ 8 ]  | [ 大阪府 20 ] |
| 2021年（令和03年） | 11月16日 | 6,785    | 6,745    | 13,530   | [ メトロ 9 ]  | [ 大阪府 21 ] |
| 2022年（令和04年） | 11月15日 | 6,972    | 6,914    | 13,886   | [ メトロ 10 ] | [ 大阪府 22 ] |
| 2023年（令和05年） | 11月07日 | 6,741    | 6,548    | 13,289   | [ メトロ 11 ] | [ 大阪府 23 ] |
| 2024年（令和06年） | 11月12日 | 6,568    | 6,379    | 12,947   | [ メトロ 12 ] |               |

## 駅周辺
長居公園通に沿う。付近は市営住宅が多い。
- 長吉総合病院
- 常磐会学園大学
- 大阪市立長吉小学校
- 大阪水泳協会
- 出戸バスターミナル
- 大阪市設瓜破霊園（送迎バス乗り場）
- 大阪市立瓜破斎場
- コミュニティプラザ平野（大阪市立平野区民センター）
- 大阪市立埋蔵文化財収蔵倉庫
- 長原古墳群 - 谷町線の建設中に発見された遺跡。
- 花塚山古墳
- 八坂神社
- 長吉公園
- 長吉出戸公園
- りそな銀行長吉支店
- 大阪府道42号・179号住吉八尾線
- 大阪府道186号大阪羽曳野線
- 旧古市街道

備考
- 2009年までは当駅の真上を阪和貨物線が通っていた。地上の長居公園通は阪和貨物線をオーバークロスしており、その基礎が干渉しないよう、当駅は長居公園通りからやや南にずれている。
- 当駅はイオン長吉店（旧・ダイエー長吉店）の最寄り駅でもあったが、同店は2023年8月31日をもって閉店した。

## バス路線

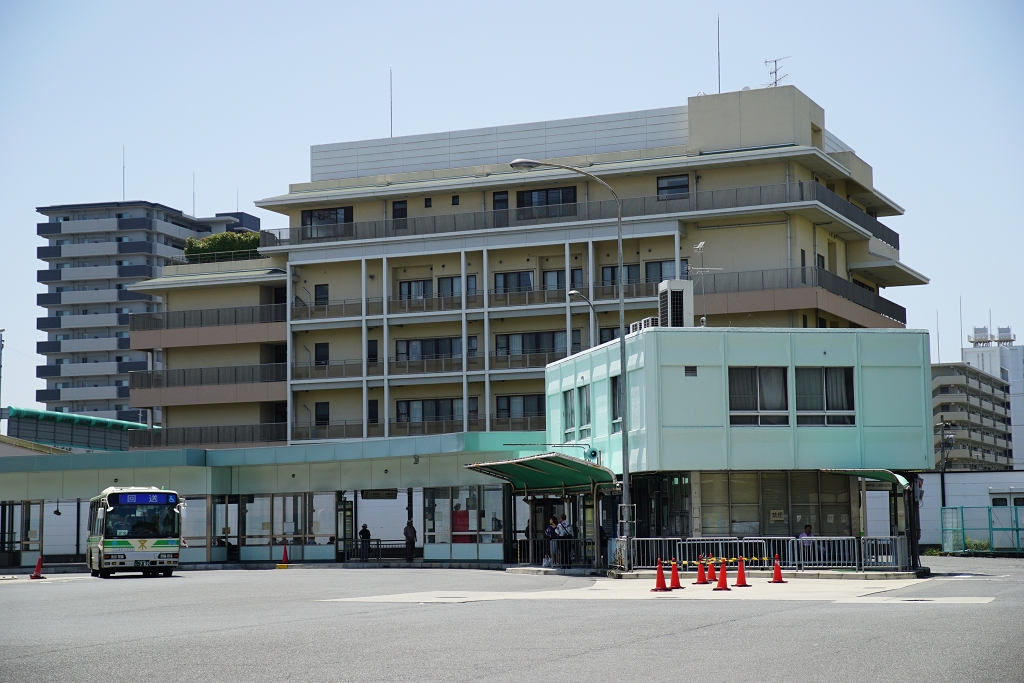
出戸バスターミナル遠景（手前の建物）

最寄り停留所は、大阪シティバスのバスターミナルである「出戸バスターミナル」と「地下鉄出戸」となる。
以下の路線がそれぞれ乗り入れている。地下鉄出戸停留所については出戸バスターミナル発の一部の系統のみが停車する（出戸バスターミナル行きはなし）。
| のりば | 系統 | 行先               | 担当   | 備考               |
| ------ | ---- | ------------------ | ------ | ------------------ |
| 1      | 61A  | 長吉六反【内回り】 | 住之江 | 地下鉄出戸にも停車 |
| 1      | 61B  | 長吉六反【外回り】 | 住之江 |                    |
| 1      | 9    | 平野区役所前       | 住之江 |                    |
| 2      | 1    | あべの橋           | 住吉   |                    |
| 2      | 2    | 長吉長原東三丁目   | 住之江 | 地下鉄出戸にも停車 |
| 3      | 3    | 地下鉄住之江公園   | 住之江 |                    |
| 3      | 73   | なんば             | 住之江 |                    |
| 4      | 4    | 地下鉄住之江公園   | 住之江 |                    |
| 4      | 14   | 高野大橋           | 住之江 |                    |
| 5      | 16   | 瓜破東八丁目       | 住之江 | 地下鉄出戸にも停車 |
| 5      | 33   | 長吉川辺四丁目     | 住之江 | 地下鉄出戸にも停車 |

過去には、大阪バスがイオン長吉店前の長居公園通り側道にある「地下鉄出戸駅」停留所から八尾市の竹渕地区を経由してJR久宝寺駅方面（2016年から2019年の間）、近鉄バスが地下鉄出戸停留所から松原市の河内天美駅方面への路線（2008年まで。近鉄バス松原営業所#大堀線を参照）を運行していた。

## 備考
当駅は駅名が平仮名で2文字であるが、これは大阪市高速電気軌道の中でニュートラムを含めても当駅が唯一である。よって平仮名表記におけるOsaka Metroの中で最も駅名が短い（文字数が少ない）駅である。英字表記の4文字も当社路線の中では最も少ない文字数だが、中央線の九条駅も同じく4文字である。

## 隣の駅
大阪市高速電気軌道 (Osaka Metro)
 谷町線
喜連瓜破駅 (T33) - 出戸駅 (T34) - 長原駅 (T35)
- ( ) 内は駅番号を示す。

### 記事本文

### 利用状況
1. ↑  路線別駅別乗降人員 - 大阪市高速電気軌道
2. ↑  大阪府統計年鑑 - 大阪府
3. ↑  大阪市統計書 - 大阪市

#### 大阪市高速電気軌道
1. ↑  路線別乗降人員 （2013年11月19日（火）交通調査） (PDF)
2. ↑  路線別乗降人員 （2014年11月11日（火）交通調査） (PDF)
3. ↑  路線別乗降人員 （2015年11月17日（火）交通調査） (PDF)
4. ↑  路線別乗降人員 （2016年11月8日（火）交通調査） (PDF)
5. ↑  路線別乗降人員 （2017年11月14日（火）交通調査） (PDF)
6. ↑  路線別乗降人員 （2018年11月13日（火）交通調査） (PDF)
7. ↑  路線別乗降人員 （2019年11月12日（火）交通調査） (PDF)
8. ↑  路線別乗降人員 （2020年11月10日（火）交通調査） (PDF)
9. ↑  路線別乗降人員 （2021年11月16日（火）交通調査） (PDF)
10. ↑  路線別乗降人員 （2022年11月15日（火）交通調査） (PDF)
11. ↑  路線別乗降人員 （2023年11月7日（火）交通調査） (PDF)
12. ↑  路線別乗降人員 （2024年11月12日（火）交通調査） (PDF)

#### 大阪府統計年鑑
1. ↑  大阪府統計年鑑（昭和57年） (PDF)
2. ↑  大阪府統計年鑑（昭和61年） (PDF)
3. ↑  大阪府統計年鑑（昭和63年） (PDF)
4. ↑  大阪府統計年鑑（平成3年） (PDF)
5. ↑  大阪府統計年鑑（平成8年） (PDF)
6. ↑  大阪府統計年鑑（平成11年） (PDF)
7. ↑  大阪府統計年鑑（平成20年） (PDF)
8. ↑  大阪府統計年鑑（平成21年） (PDF)
9. ↑  大阪府統計年鑑（平成22年） (PDF)
10. ↑  大阪府統計年鑑（平成23年） (PDF)
11. ↑  大阪府統計年鑑（平成24年） (PDF)
12. ↑  大阪府統計年鑑（平成25年） (PDF)
13. ↑  大阪府統計年鑑（平成26年） (PDF)
14. ↑  大阪府統計年鑑（平成27年） (PDF)
15. ↑  大阪府統計年鑑（平成28年） (PDF)
16. ↑  大阪府統計年鑑（平成29年） (PDF)
17. ↑  大阪府統計年鑑（平成30年） (PDF)
18. ↑  大阪府統計年鑑（令和元年） (PDF)
19. ↑  大阪府統計年鑑（令和2年） (PDF)
20. ↑  大阪府統計年鑑（令和3年） (PDF)
21. ↑  大阪府統計年鑑（令和4年） (PDF)
22. ↑  大阪府統計年鑑（令和5年） (PDF)
23. ↑  大阪府統計年鑑（令和6年） (PDF)